# Canon de marine de 4 pouces BL Mk VII
Le canon de marine de 4 pouces BL Mk VII (en anglais BL 4 inch Mk VII naval gun) est un canon naval britannique conçu au début du XXe siècle. Il constitue l'armement secondaire de petit calibre de nombreux cuirassés et croiseurs de bataille, ainsi que l'armement principal de plusieurs croiseurs légers de la Royal Navy qui participent à la Première Guerre mondiale.

## Conception
La conception d'un nouveau canon de 4 pouces (102 mm) BL est approuvée par l'Amirauté en 1901, afin d'essayer d'égaler les caractéristiques des canons de 100 mm français de l'époque. Des délais dans la conception du canon font que celui-ci est finalement remplacé par le canon de marine de 4 pouces QF Mk III sur les croiseurs protégés de la classe Topaze (en). En 1903, le développement d'un canon avec une meilleure vitesse à la bouche que ce dernier est demandé. Elswick Ordnance Company (EOC) propose alors un prototype qui est accepté, mais la production d'un tel canon n'est alors pas envisagée. Finalement, le 20 janvier 1906, l'Amirauté demande que soit conçu un canon de 4 pouces possédant une vitesse à la bouche supérieure à 2 800 pieds par seconde (853 m/s). EOC propose un nouveau prototype plaqué en nickel, qui en théorie propulse une munition de 11 livres (5 kg) à une vitesse initiale de 3 000 pieds par seconde (914 m/s) ; préféré à celui proposé par John Brown & Company, il devient le Mk VII. William Beardmore produit un unique canon désigné Mk VII*, et une version Mk VII** voit aussi le jour, d'une conception plus simple, probablement destinée à armer les navires marchands équipés défensivement (en).

## Caractéristiques
Le canon de marine de 4 pouces BL Mk VII dispose d'une vitesse à la bouche de 2 821 pieds par seconde (860 m/s) et a une portée maximale de 11 400 yards (10 420 m) à une élévation de 15°. Pouvant tirer de six à huit coups par minute, le canon a une durée de vie moyenne de 1 200 coups et peut tirer des munitions CPC et HE. D'un poids de 2 126 kg, il est monté en tourelles simples, dont plusieurs versions sont construites : PII, IIx, IVx, IVxx, VI et VIII. Sa durée de vie est estimée à 1 200 coups à plein charge ; 600 exemplaires sont produits en tout.

## Utilisation
Le canon de marine de 4 pouces BL Mk VII est utilisé sur les cuirassés des classes Bellerophon, St. Vincent, Neptune, Colossus, Orion et King George V ; les croiseurs de bataille des classes Indefatigable et Lion, le Queen Mary et plus tard l'Indomitable en sont aussi équipés. Enfin, il constitue l'armement principal des croiseurs légers de classe Bristol et des croiseurs éclaireurs des classes Boadicea et Active. Il équipe aussi de petites unités tels des sloops, des chalutiers armés, des croiseurs auxiliaires, etc. Au cours de la Première Guerre mondiale, une version antiaérienne est construite ; elle tire des charges plus faibles et est montée sur un affût construit pour l'occasion, le HA Mk II, qui dispose d'une élévation de 60° plus adaptée à son utilisation. Fin 1918 de nombreux navires en sont équipés tels les cuirassés Princess Royal, Temeraire ou Inflexible, ainsi que les croiseurs éclaireurs de la classe Blonde.
Quelques-uns de ces canons sont utilisés comme artillerie côtière par l'armée britannique ; sur les 438 canons restants en 1939, la majorité est ainsi allouée à cette tâche. Les autres sont principalement utilisés sur des navires marchands équipés défensivement (en).